# Skała nad Łąką

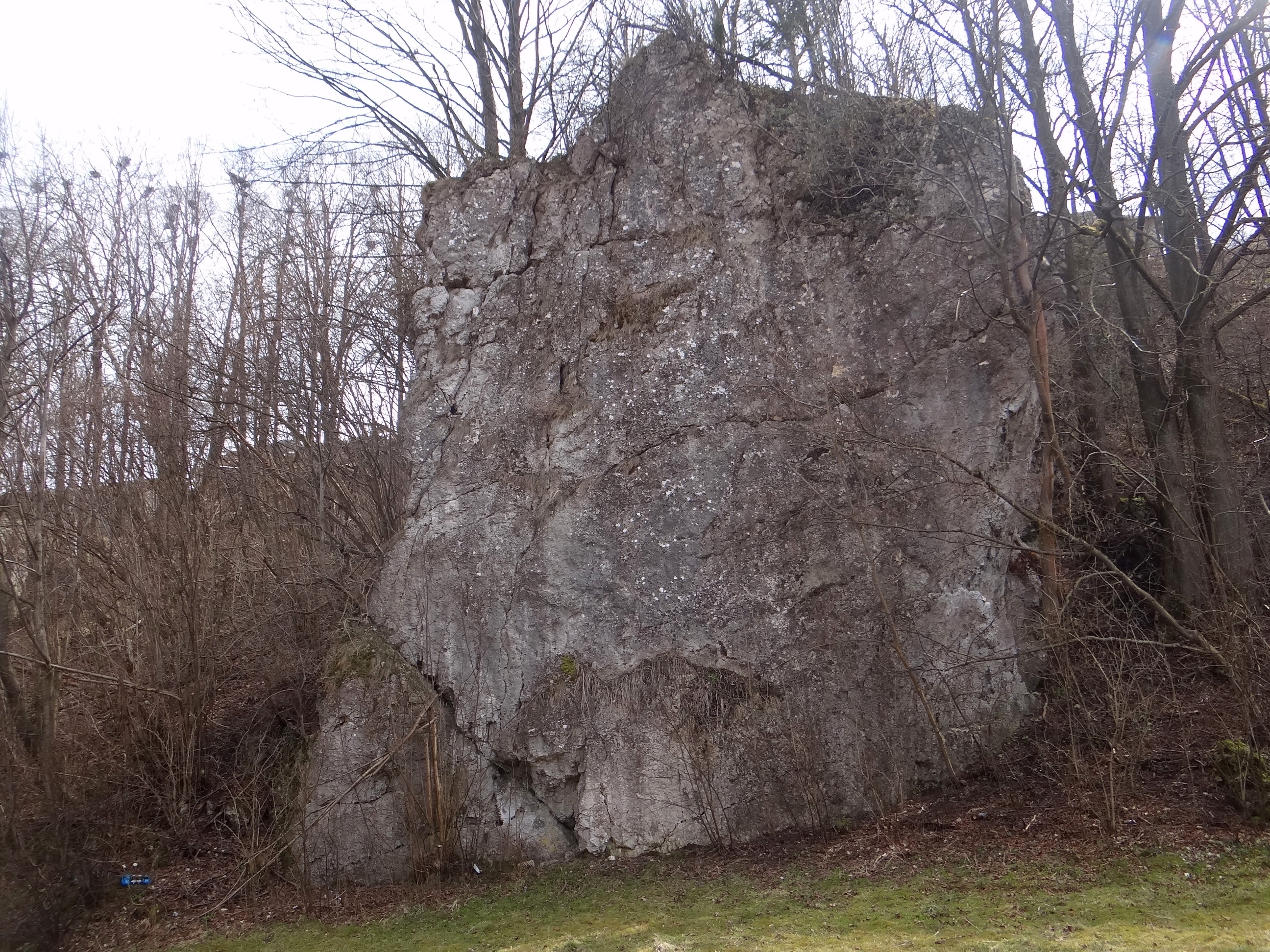

Skała nad Łąką – skała na Wyżynie Olkuskiej (część Wyżyny Krakowsko-Częstochowskiej), w miejscowości Sułoszowa w województwie małopolskim, w powiecie krakowskim, w gminie Sułoszowa. Skała znajduje się u podnóża orograficznie prawego zbocza Dolinki za Piekarnią. Jej północno-zachodnia, pionowa ściana opada na łąkę na dnie dolinki, pozostałe ściany znajdują się w lesie na stromym zboczu Dolinki za Piekarnią.

## Drogi wspinaczkowe
Skała nad Łąką to zbudowana z wapieni skała o wysokości 12–14 m. Możliwa jest na niej wspinaczka skalna. Są cztery projektowane drogi wspinaczkowe o długości 12 m. Wspinaczka tradycyjna; do kwietnia 2021 r, na ścianie brak stałych punktów asekuracyjnych.